# 尼肯斯山
73°56′S 100°20′W / 73.933°S 100.333°W
尼肯斯山（英語：Mount Nickens），是南極洲的山峰，位於埃爾斯沃思地，屬於哈德森山脈的一部分，處於卡尼斯蒂奧半島以東，根據美國地質調查局拍攝的空中照片繪入地圖，現時由南極條約體系管理。